# Carlos Arroyo
Carlos Alberto Arroyo Bermudez (ur. 30 lipca 1979 w Fajardo) – portorykański koszykarz, występujący obecnie na pozycji rozgrywającego, reprezentant kraju, obecnie zawodnik Leones de Ponce, artysta reggaeton.
Jest kuzynem laureata Oscara (2000) dla najlepszego aktora drugoplanowego – Benicio del Toro.

## Osiągnięcia

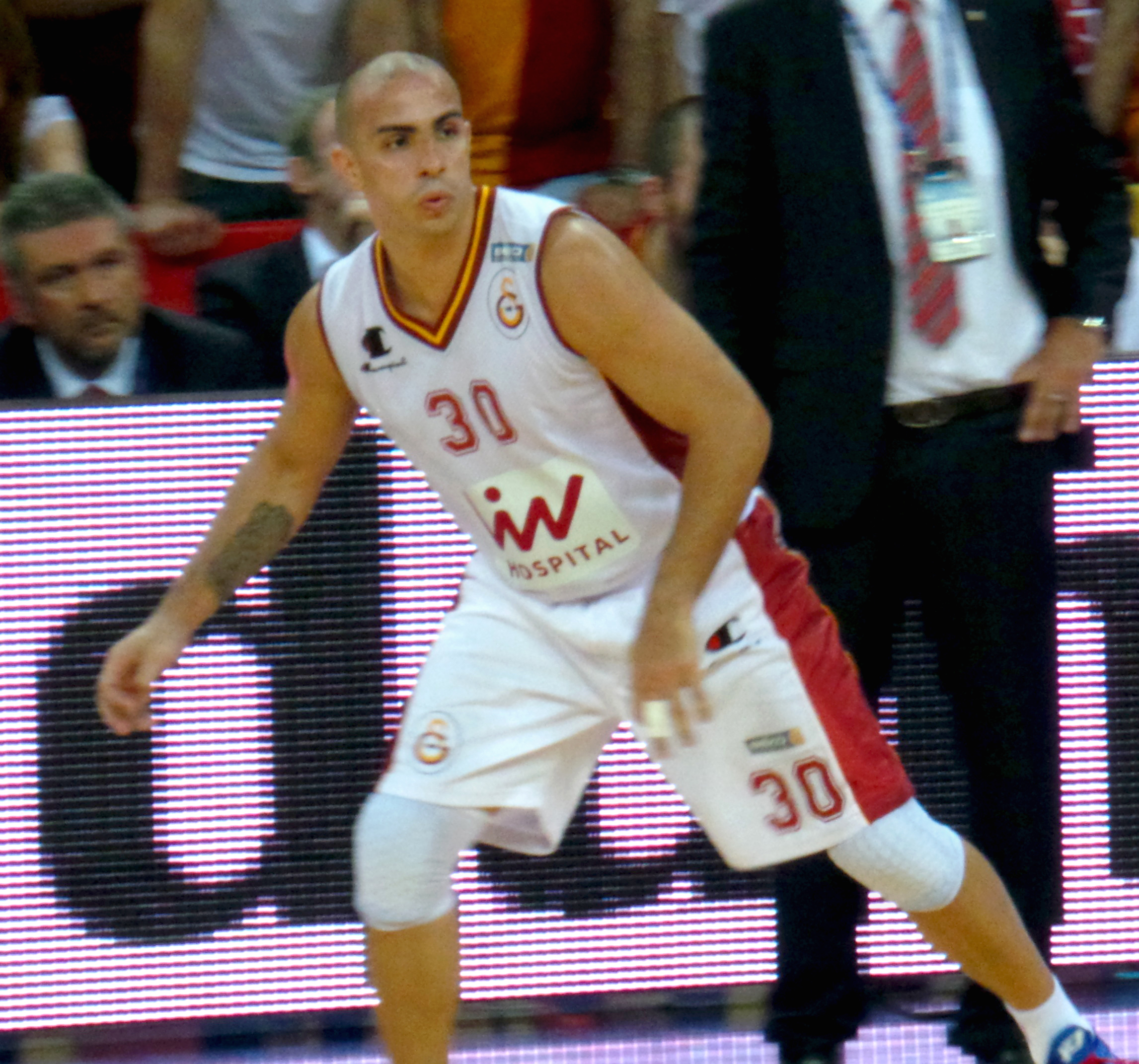
Arroyo w barwach Galatasaray (2013)

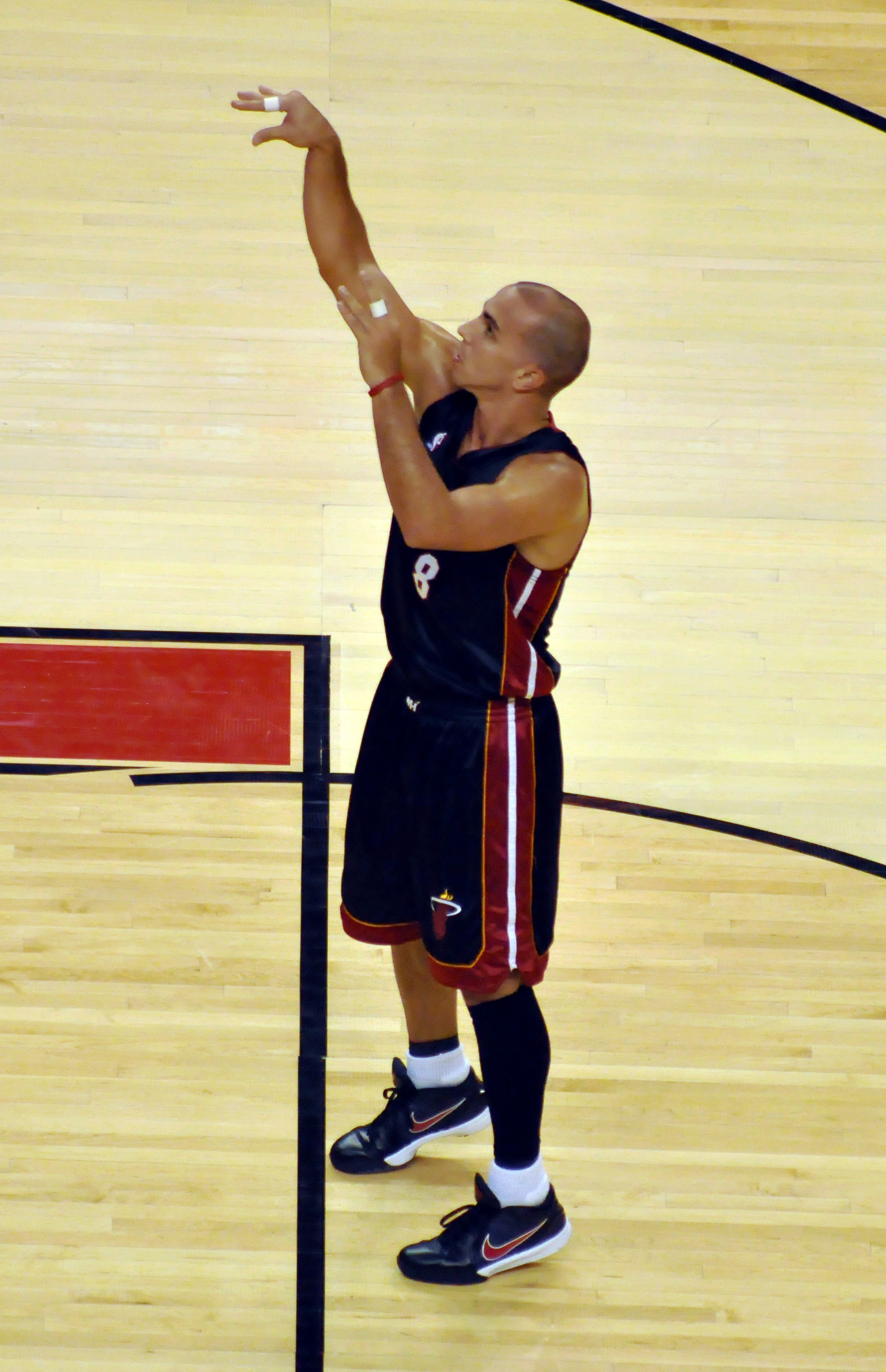
Arroyo oddający rzut wolny jako zawodnik Miami Heat (2010)

Na podstawie, o ile nie zaznaczono inaczej.

### NCAA
- Lider:
  - strzelców konferencji Sun Belt (2001)[6]
  - Sun Belt w liczbie celnych (215) i oddanych (499) rzutów z gry (2001)[6]
- Zespół FIU Panthers zastrzegł należący do niego numer 30

### Drużynowe
- Mistrz:
  - EuroChallenge (2012)
  - Turcji (2012, 2013)
  - Izraela (2009)
  - Portoryko (1998–2001, 2003)
- Wicemistrz:
  - Hiszpanii (2016)
  - Turcji (2014)
- Brąz Amerykańskiej Ligi FIBA (2017)
- Zdobywca:
  - Pucharu Turcji (2012)
  - Superpucharu Hiszpanii (2015)
  - Pucharu Prezydenta Turcji (2012)
- Finalista Pucharu Prezydenta Turcji (2013)

### Indywidualne
- MVP:
  - Final Four ligi izraelskiej (2009)
  - finałów ligi:
    - portorykańskiej (2003)
    - tureckiej (2012)

  - meczu gwiazd ligi:
    - tureckiej (2015)
    - portorykańskiej (2017)
- Debiutant Roku ligi Portoryko (1996)
- Zaliczony do I składu Ligi Amerykańskiej FIBA (2017)
- Uczestnik meczu gwiazd ligi: 
  - tureckiej (2012, 2014, 2015)
  - portorykańskiej (2000, 2017)
- Lider w asystach ligi:
  - izraelskiej w asystach (2009)
  - portorykańskiej (2018)

### Reprezentacja
Drużynowe
- Mistrz:
  - igrzysk panamerykańskich (2011)
  - Centrobasketu (2003, 2008, 2010)
  - Igrzysk Ameryki Środkowej i Karaibów (2010)
  - Caribebasketu (2007)
  - Kontynentalnego Pucharu Tuto Marchanda (2013)
- Wicemistrz:
  - Ameryki (2009, 2013)
  - Pucharu Marchanda (2009, 2011)
- Brązowy medalista: 
  - igrzysk panamerykańskich (2003)
  - Centrobasketu (2006)
  - mistrzostw Ameryki (2003, 2007)
- Uczestnik:
  - mistrzostw świata (2002 – 7. miejsce, 2006 – 17. miejsce, 2010 – 18. miejsce, 2014 – 19. miejsce)
  - igrzysk olimpijskich (2004)

Inywidualne
- MVP:
  - Centrobasketu (2003, 2010)
  - Pucharu Kontynentalnego Tuto Marchanda (2013)
- Zaliczony do:
  - I składu:
    - igrzysk olimpijskich (2004)
    - mistrzostw Ameryki (2009, 2011)
- Lider mistrzostw świata w asystach (2002)

## Dyskografia
Single
- 2009: „Oculto Secreto"
- 2010: „Se Va Conmigo” (feat. Yomo)
- 2010: „Se Va Conmigo” (Remix) (Feat. Ivy Queen)
- 2011: „Bailemos En La Luna"
- 2011: „Imaginarme” (Probably Pablo feat. Carlos Arroyo)
- 2011: „Estamos Ready” (Ali feat. Carlos Arroyo)